# Lars Molin (Eishockeyspieler)
Lars Molin (* 7. Mai 1956 in Örnsköldsvik) ist ein ehemaliger schwedischer Eishockeyspieler und heutiger -trainer, der in seiner aktiven Zeit von 1973 bis 1991 unter anderem für die Vancouver Canucks in der National Hockey League gespielt hat.

## Karriere
Lars Molin begann seine Karriere als Eishockeyspieler in seiner Heimatstadt in der Nachwuchsabteilung von MoDo AIK, für dessen Profimannschaft er von 1973 bis 1981 in der höchsten schwedischen Spielklasse – zunächst in der Division 1 und ab der Saison 1975/76 in deren Nachfolgeliga Elitserien aktiv war. Mit MoDo AIK wurde er in der Saison 1978/79 Schwedischer Meister. 1980 wurde er in das schwedische All-Star Team gewählt. Am 18. Mai 1981 erhielt der Center einen Vertrag als Free Agent bei den Vancouver Canucks, für die er drei Jahre lang als Stammspieler in der National Hockey League auf dem Eis stand. Dabei erzielte er in insgesamt 191 Spielen 109 Scorerpunkte, davon 35 Tore. Anschließend kehrte er zu seinem Heimatverein MoDo AIK zurück, der in der Zwischenzeit in die mittlerweile zweitklassige Division 1 abgestiegen war. Mit seiner Mannschaft erreichte er auf Anhieb den Wiederaufstieg in die Elitserien, in der er für MODO bis 1988 aktiv war. Zuletzt stand der langjährige Nationalspieler von 1988 bis 1991 beim Zweitligisten Örebro HK unter Vertrag, ehe er seine aktive Karriere im Alter von 33 Jahren beendete. 
In der Saison 1998/99 übernahm Molin seinen ersten Job als Cheftrainer, als er den IF Björklöven in der Elitserien betreute. Bei der U20-Junioren-Weltmeisterschaft 2000 trainierte er die schwedische Junioren-Nationalmannschaft. Die Saison 2002/03 verbrachte er als Trainer bei den Storhamar Dragons in der norwegischen GET-ligaen. Von 2005 bis 2007 stand der Schwede beim SHC Fassa in der italienischen Serie A1 hinter der Bande. In der Saison 2007/08 betreute er erstmals die U20-Junioren seines Ex-Vereins IF Björklöven, die er seit 2010 wieder betreut.

### International
Für Schweden nahm Molin im Juniorenbereich ausschließlich an der Junioren-Weltmeisterschaft 1976 teil. Im Seniorenbereich nahm er an den Weltmeisterschaften 1981, 1985 und 1987 teil. Zudem stand er 1981 im Aufgebot seines Landes beim Canada Cup sowie bei den Olympischen Winterspielen 1980 in Lake Placid und 1988 in Calgary. Bei beiden Olympischen Winterspielen gewann er mit Schweden die Bronzemedaille. Seine internationale Karriere wurde 1987 mit dem Gewinn des Weltmeistertitels gekrönt. Zudem gewann er 1981 mit seiner Mannschaft bei der WM die Silbermedaille.

## Erfolge und Auszeichnungen
- 1979 Schwedischer Meister mit MoDo AIK
- 1980 Schwedisches All-Star Team
- 1985 Aufstieg in die Elitserien mit MoDo AIK

### International
- 1980 Bronzemedaille bei den Olympischen Winterspielen
- 1981 Silbermedaille bei der Weltmeisterschaft
- 1987 Goldmedaille bei der Weltmeisterschaft
- 1988 Bronzemedaille bei den Olympischen Winterspielen